# H.A. Hambleton
Herbert Adolph Hambleton (Barrackpore, 25 aprile 1896 – Hyssington, 1º gennaio 1985) è stato un calciatore inglese, di ruolo attaccante.

## Carriera

### Nazionale
Venne convocato nella Nazionale britannica che disputò i Giochi olimpici del 1920 ma non disputò neanche una partita.